# International Journal for the Psychology of Religion
«Международный журнал психологии религии» (англ. International Journal for the Psychology of Religion, сокр. Int. J. Psychol. Relig.) — рецензируемый научный журнал, посвящённый психологическим исследованиям религиозных процессов и явлений. В публикуемых журналом статьях рассматриваются такие вопросы, как социальная психология религии, религиозное развитие, обращение, религиозный опыт, религия и психическое здоровье, а также различные теоретические интерпретации религии. Читательская аудитория журнала — специалисты в области психологии, теологии, философии, нейронауки, а также религиозные лидеры. Импакт-фактор журнала в 2010 году составил 0,735.

## Индексирование
Журнал индексируется в PsycINFO, Applied Social Sciences Index and Abstracts, Arts and Humanities Citation Index Current Contents/Arts & Humanities, Current Contents/Social and Behavioral Sciences, базе данных EBSCO Publishing, Family Index Database, Journal Citation Reports/Social Sciences, Religion Index One, Religious and Theological Abstracts, Scopus и Social Sciences Citation Index. Начиная с 18-го тома (2008) журнал включается в базу данных Института научной информации.